# 玉皇庙街道
玉皇庙街道是中国山东省济南市商河县下辖的一个街道。

## 行政区划
玉皇庙街道下辖玉西村、玉东村、许家寺村、张大人村、罗家村、周李村、太平村、李家河沟村、夏家村、富常村、黄孙庄村、东甄家村、田家村、赵美雨村、东大岭村、西大岭村、西石桥村、东石桥村、演武村、路家村、瓦东村、西甄家村、前昝家村、瓦西村、史家庄村、李家村、小吕村、芮家村、柴王家村、埃子李家村、徐宋村、后昝家村、老宋家村、段家村、塔坡村、纪家村、魏家集村、王天弼村、小李家村、傅家村、大张家村、齐家村、北于寨村、张名杨村、杨广坞村、李家庵村、西温桥村、东温桥村、鞋里坞村、后孙家村、前孙家村、展赵村、安家庄村、张新村、小时家村、安子西村、安子东村、崇家村、董家村、大仁河村、小王家村、河西许村、小仁和村、乔家村、张老五村、老王家村、高家村、国家村、闫桥村、五股道村、李保恒村、道口村、陈家村、王尔玉村、河西魏村、毕家村、南李集村、柳官庄村、王尧村、后王村、前王村、城南杨村、南河头村、林东村、林西村、刘西村、亓家村、于家村、白庙村、双龙店村、王相村、吕东村、朱洼村、杨庄铺村、吕西村、刘东村。